# Havelock Island
Swaraj Dweep (do 2018 roku znana jako Havelock Island) – największa wyspa Archipelagu Ritchie, położona na wschód od Wielkiego Andamanu, jej powierzchnia wynosi około 114 km². Ludność wyspy to osadnicy bengalscy, Malajowie, Tamilowie.
Jest jednym z niewielu miejsc, które administracja Andamanów i Nikobarów udostępniła turystom i zachęca do rozwoju turystyki, stawiając głównie na promowanie ekoturystyki.

## Etymologia
Wyspa Havelock została nazwana na cześć brytyjskiego generała, Sir Henry'ego Havelocka, który służył w Indiach.
W grudniu 2018 r. premier Narendra Modi zmienił jej nazwę na wyspę Swaraj w hołdzie dla Subhasa Chandry Bose.
Lokalni mieszkańcy oraz turyści nadal używają starej nazwy – Havelock.

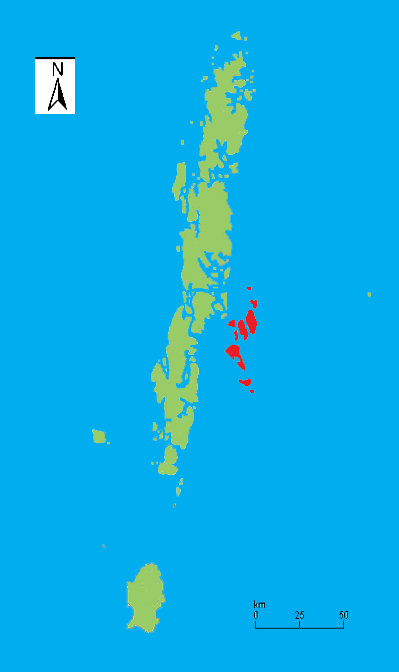
Mapa Andamanów z Archipelagiem Ritchie (w kolorze czerwonym).

## Historia
Wyspa Havelock uniknęła spustoszenia, jakie dotknęło większość obszarów w roku 2004 po trzęsieniu ziemi i tsunami, nie zanotowano też żadnych strat w ludziach.

## Plaże
Najsłynniejsze plaże wyspy to:
- Plaża nr 7 – lepiej znana jako plaża Radha Nagar jest jedną z najbardziej popularnych plaż na wyspie.
- Plaża nr 3 – Elephant Beach Hathi Dera na Havelock znana jest z bogatej fauny i flory, szczególnie korali.
- Plaża nr 5 – VijayNagar

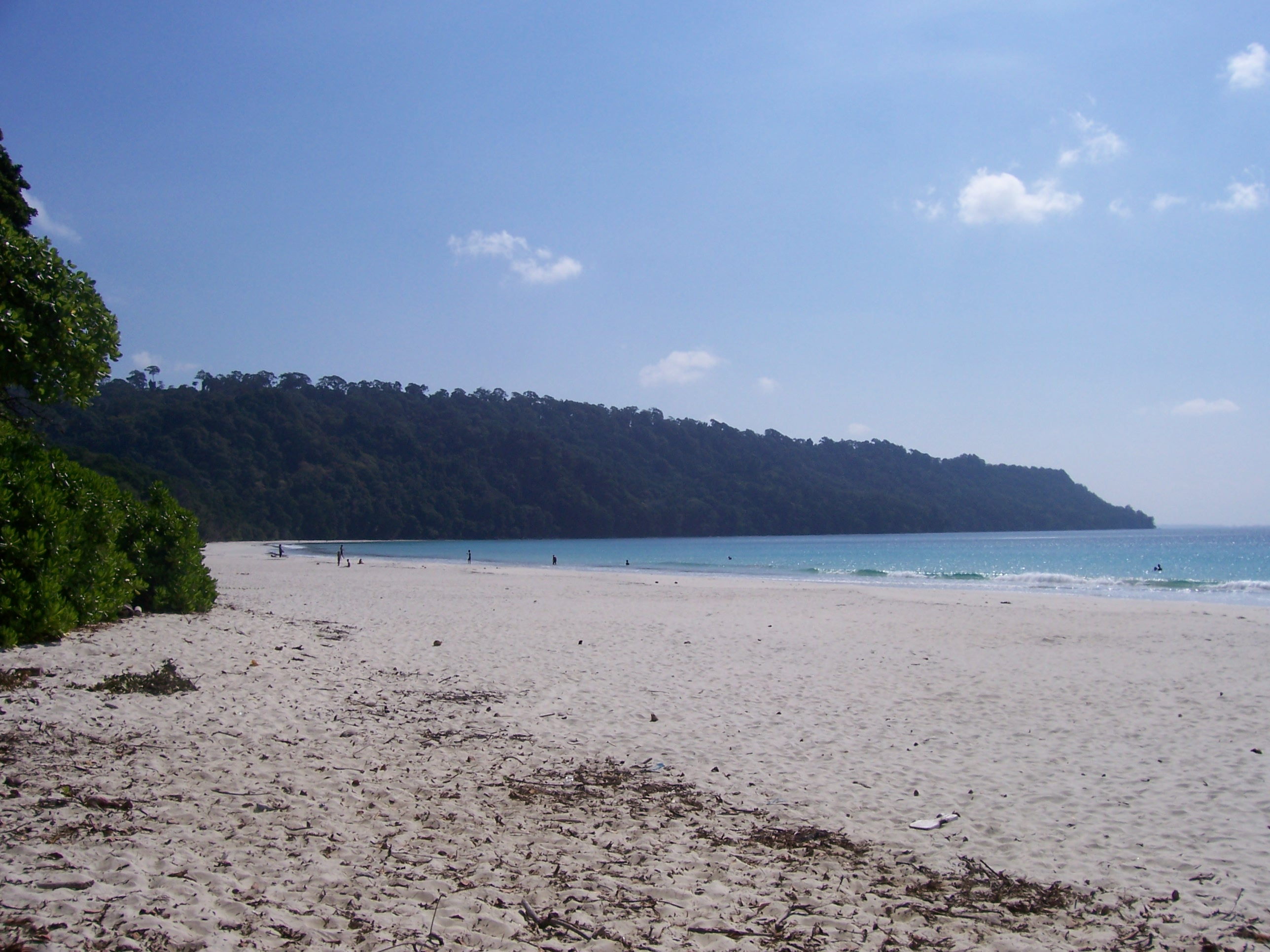
Plaża Radhanagar
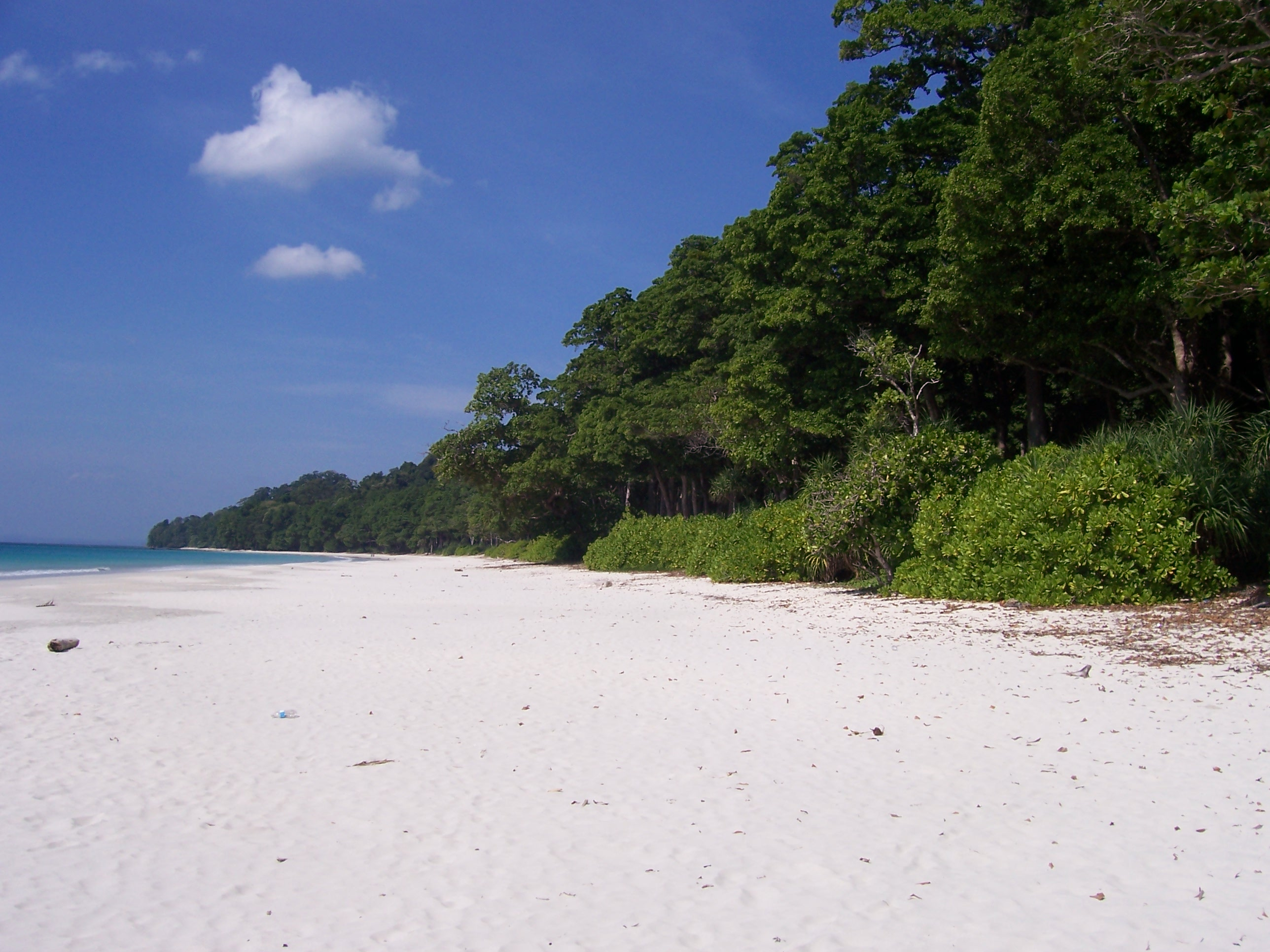
Plaża Radhanagar
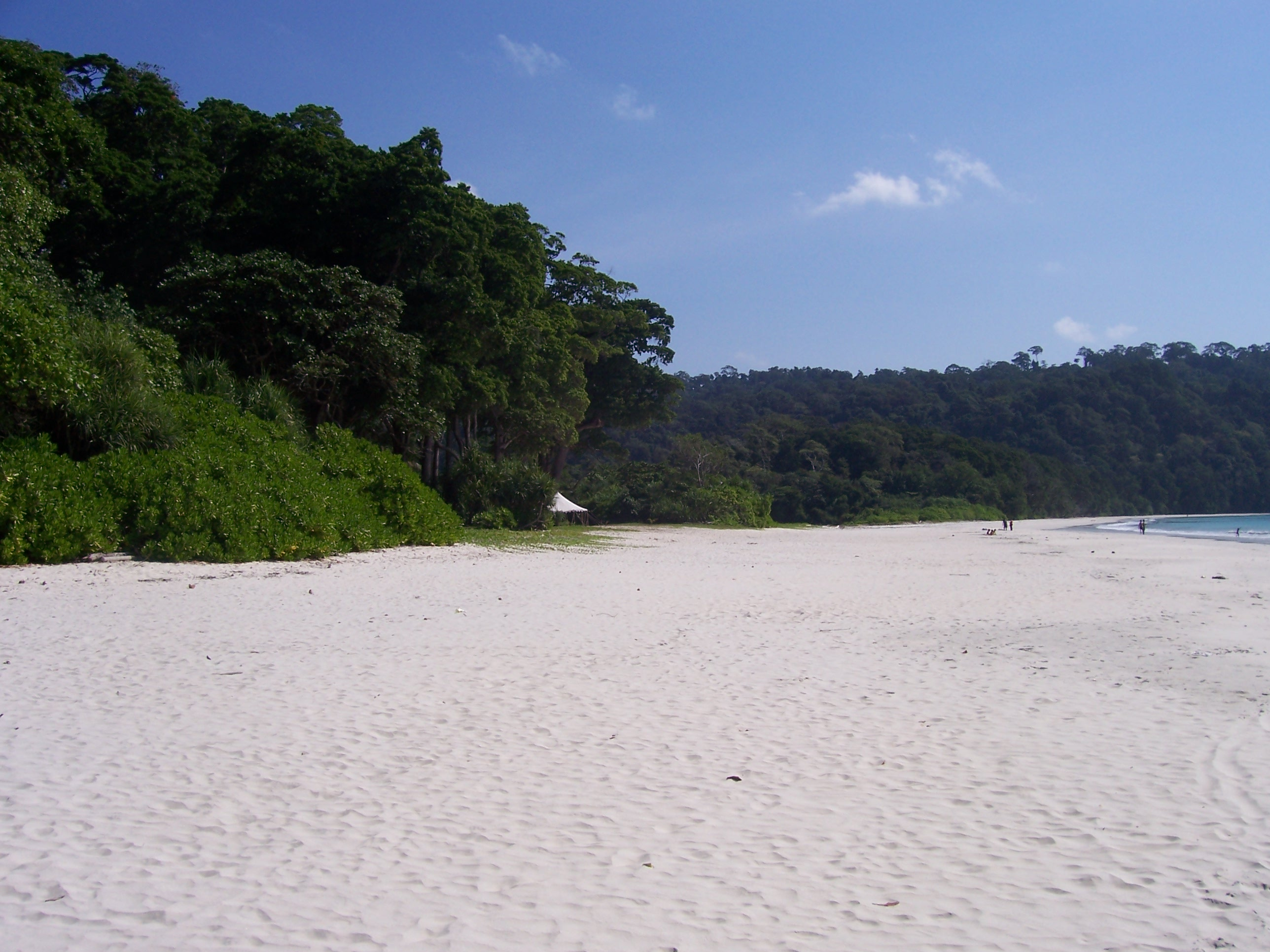
Plaża Radhanagar
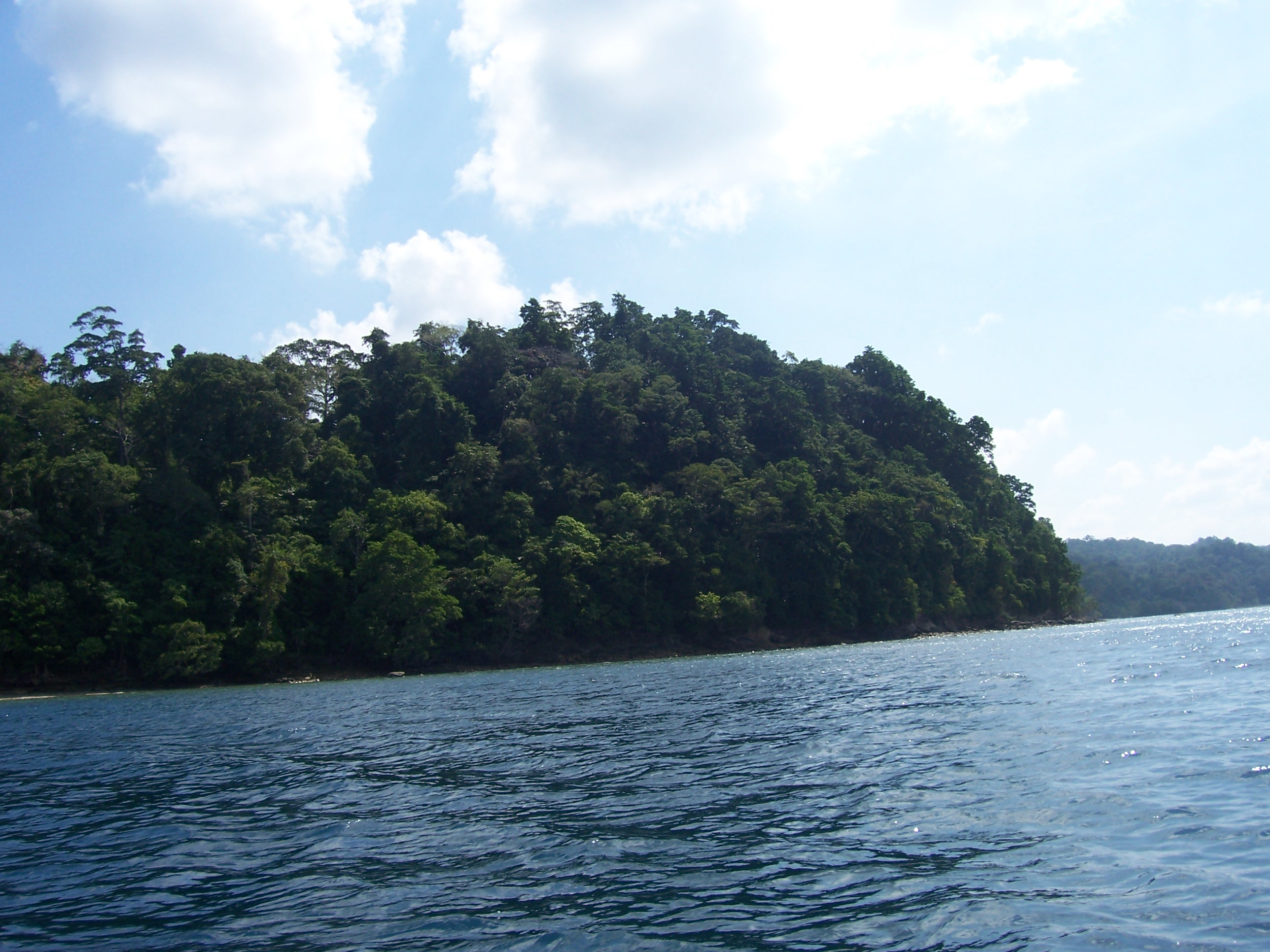
Wyspa Havelock.
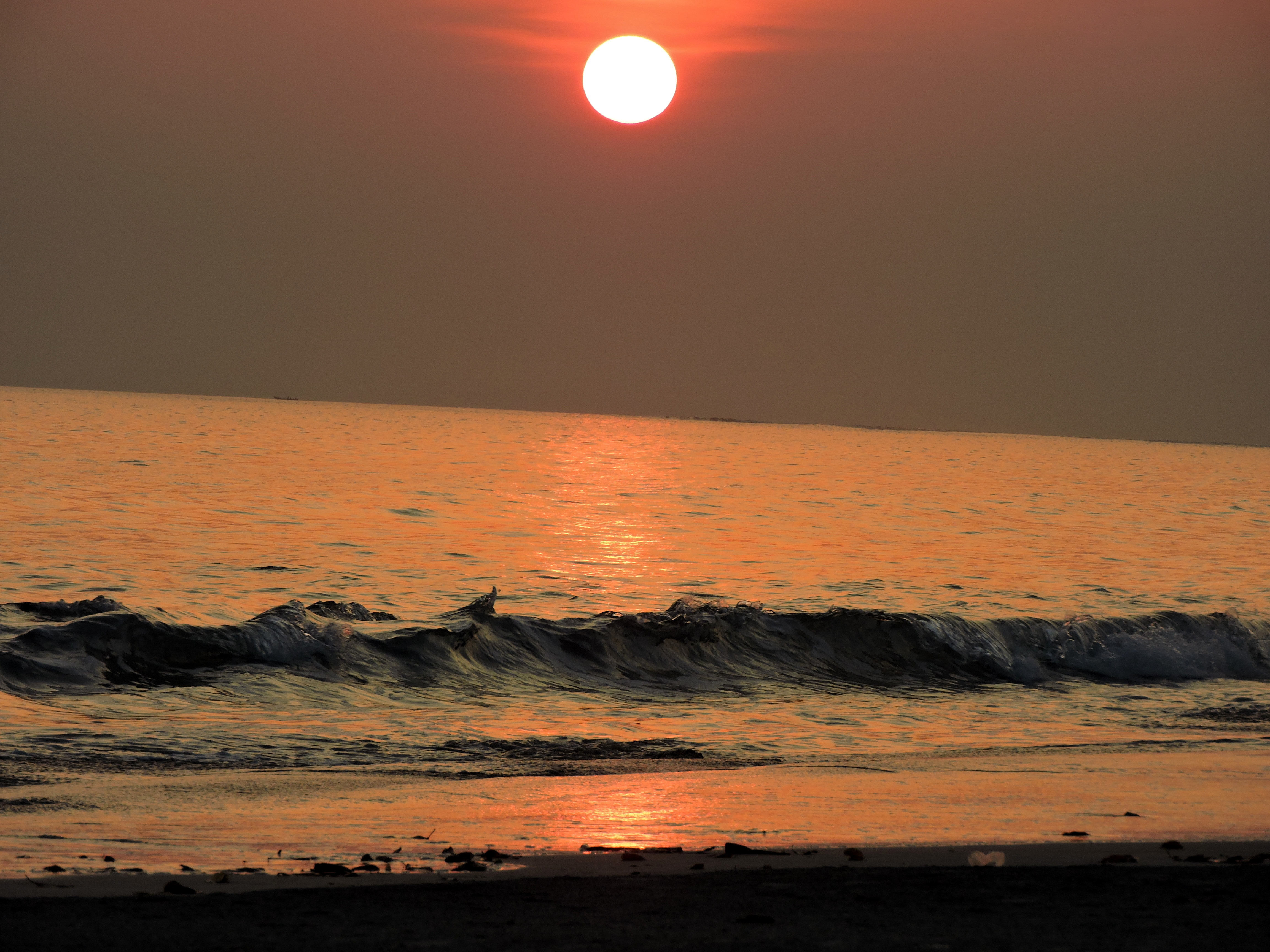
Radha Nagar Beach sunset view
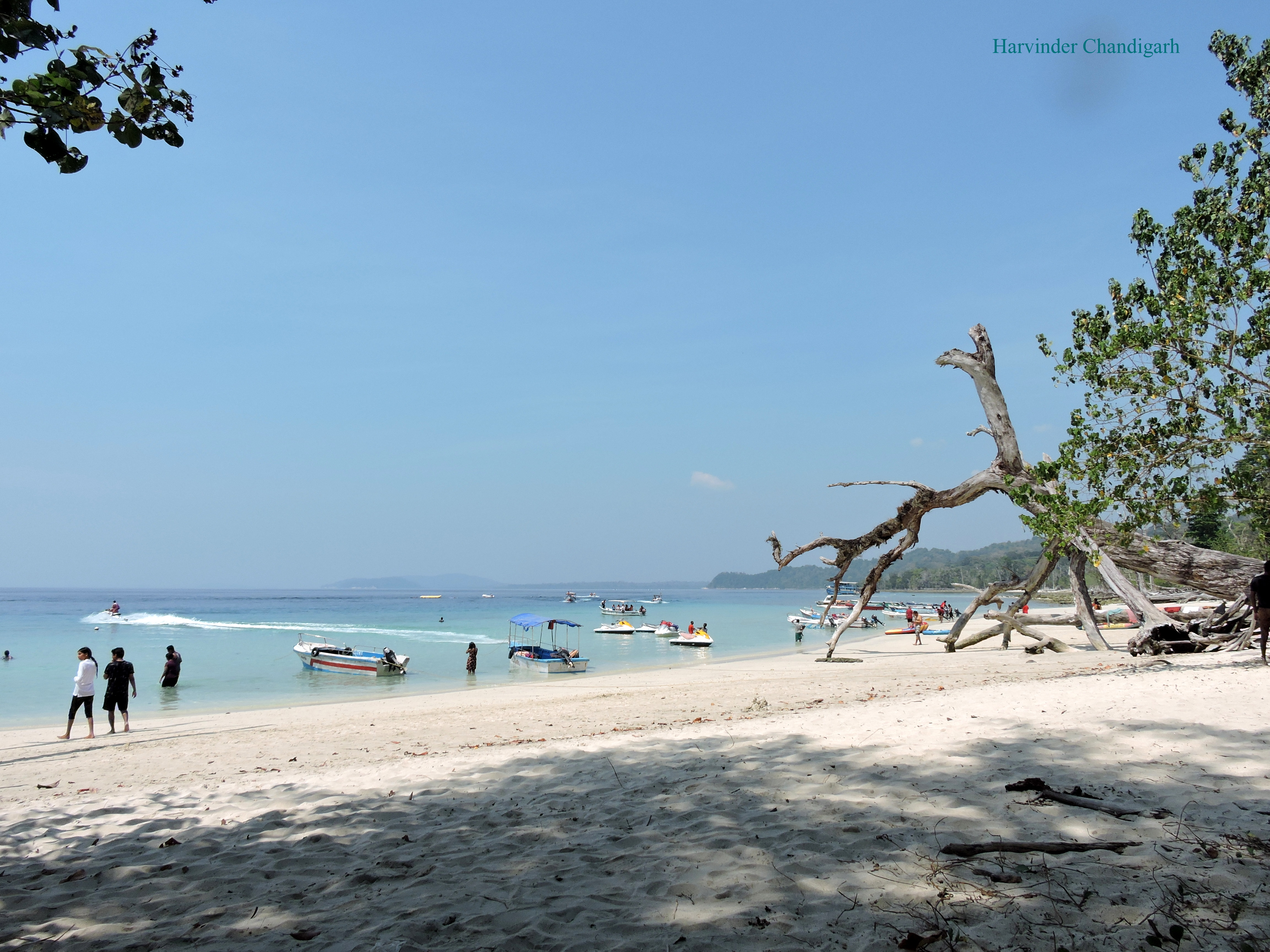
Elephant Beach, Havelock Island
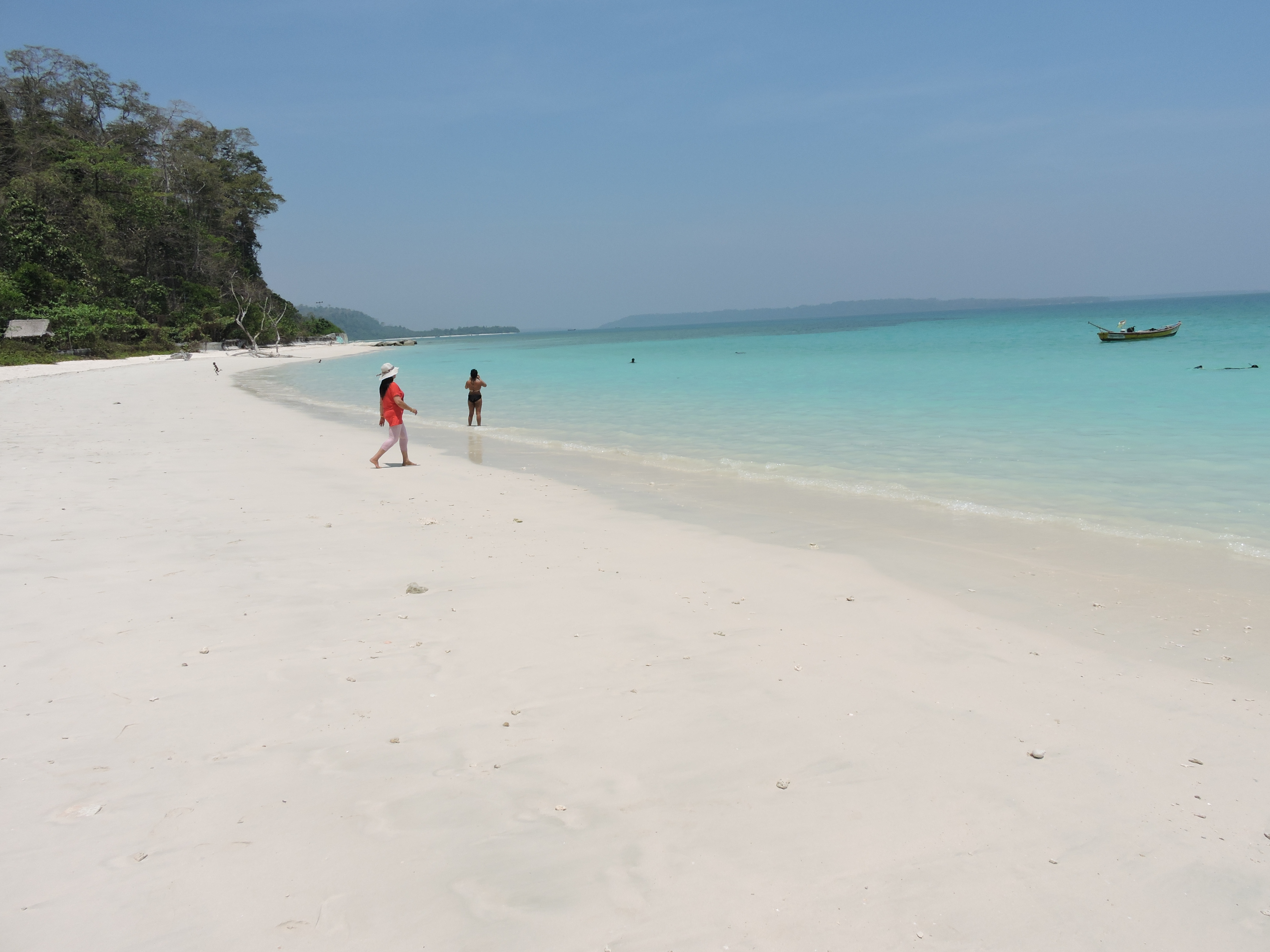
Kalapathar Beach
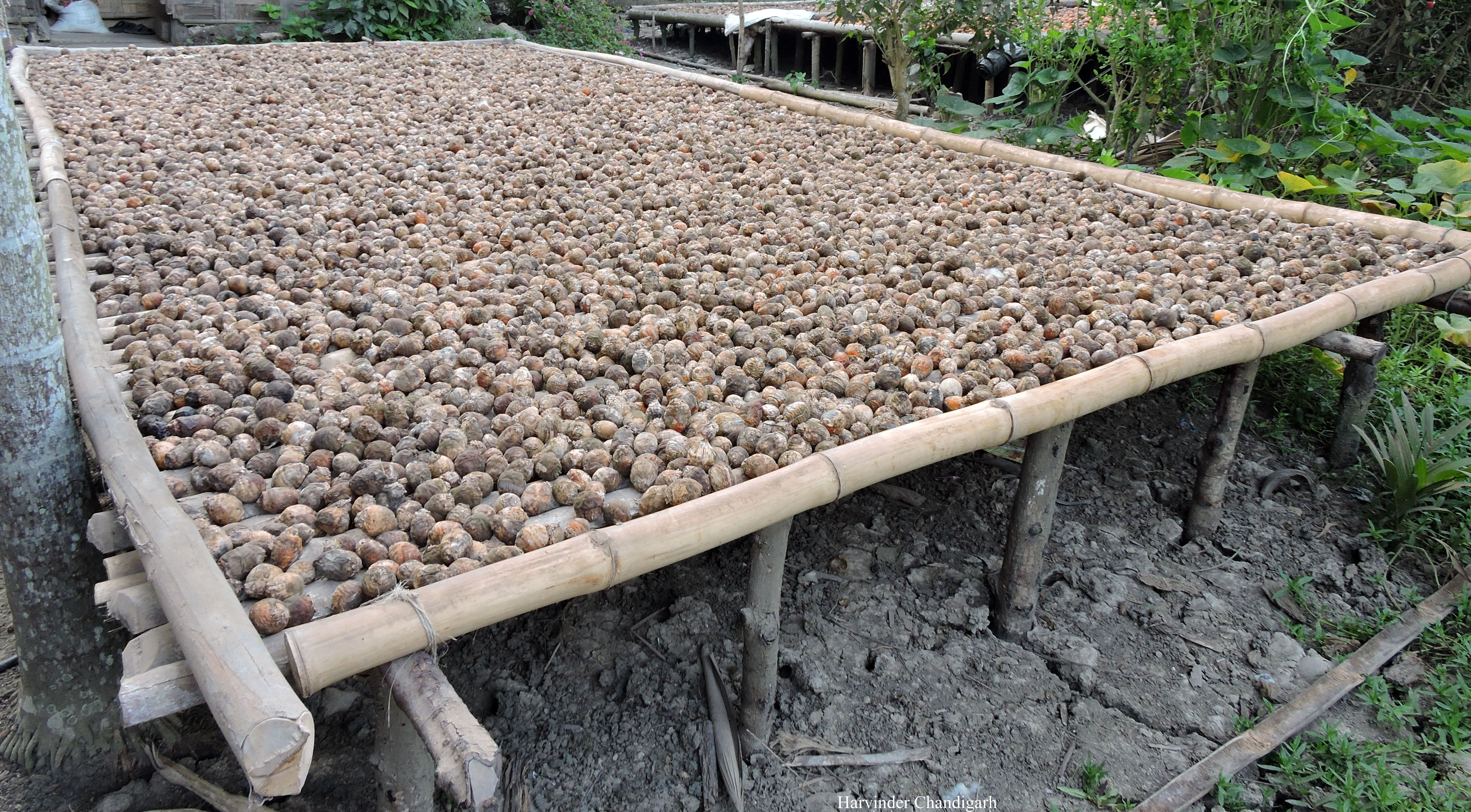
Prominent horticulture produce of Havelock
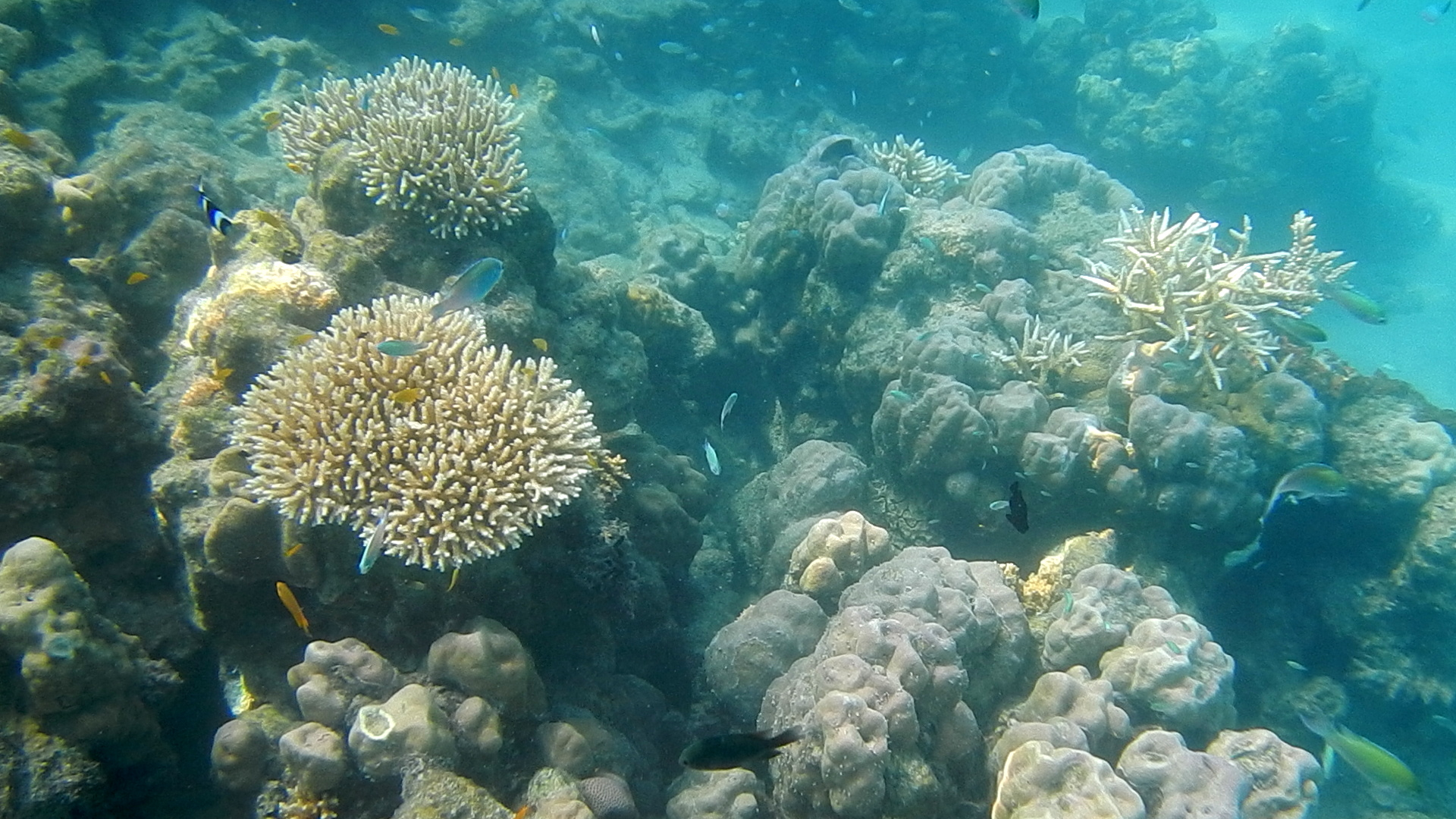
Coral reef Elephant Beach
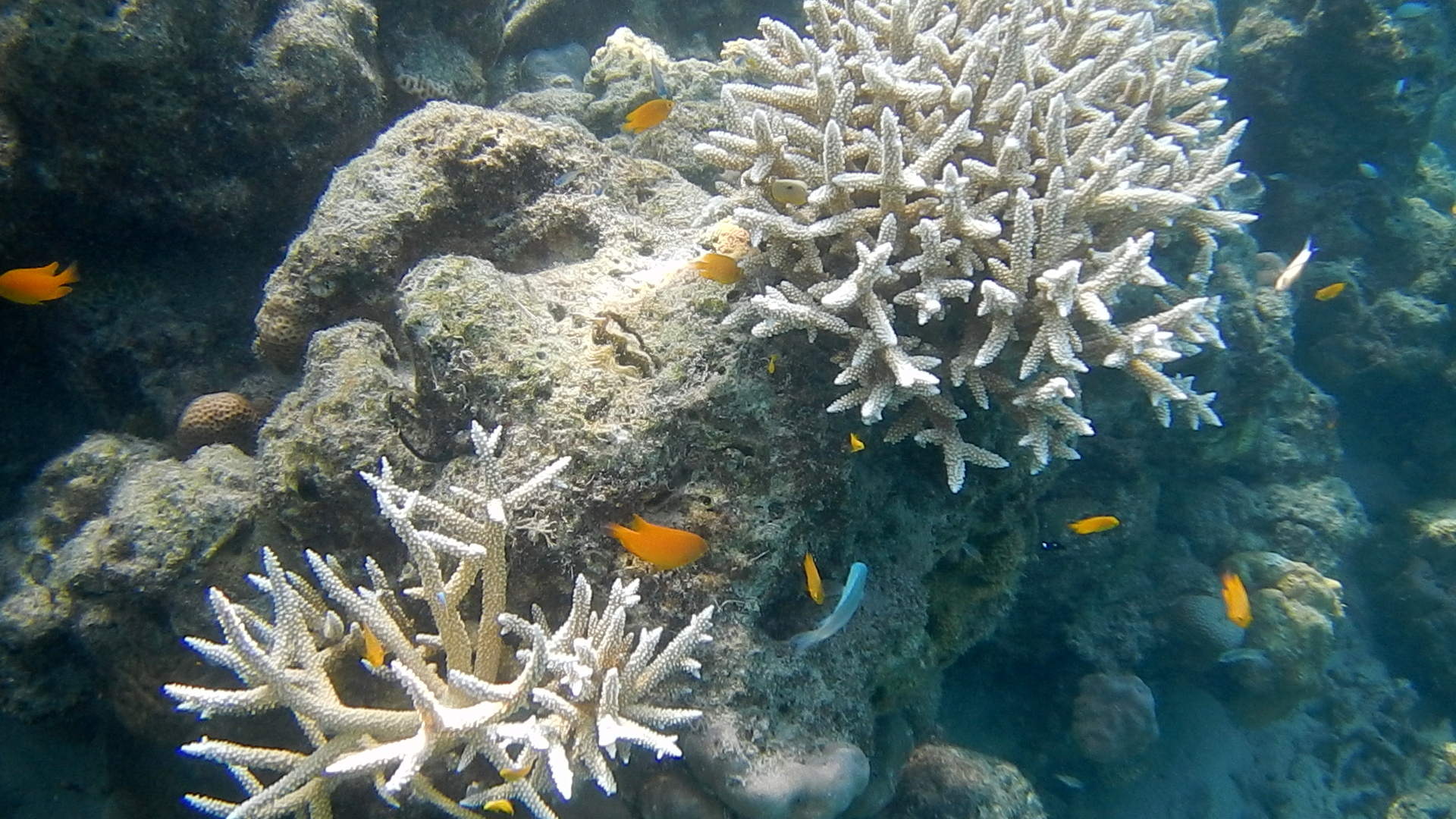
Coral reef Elephant Beach
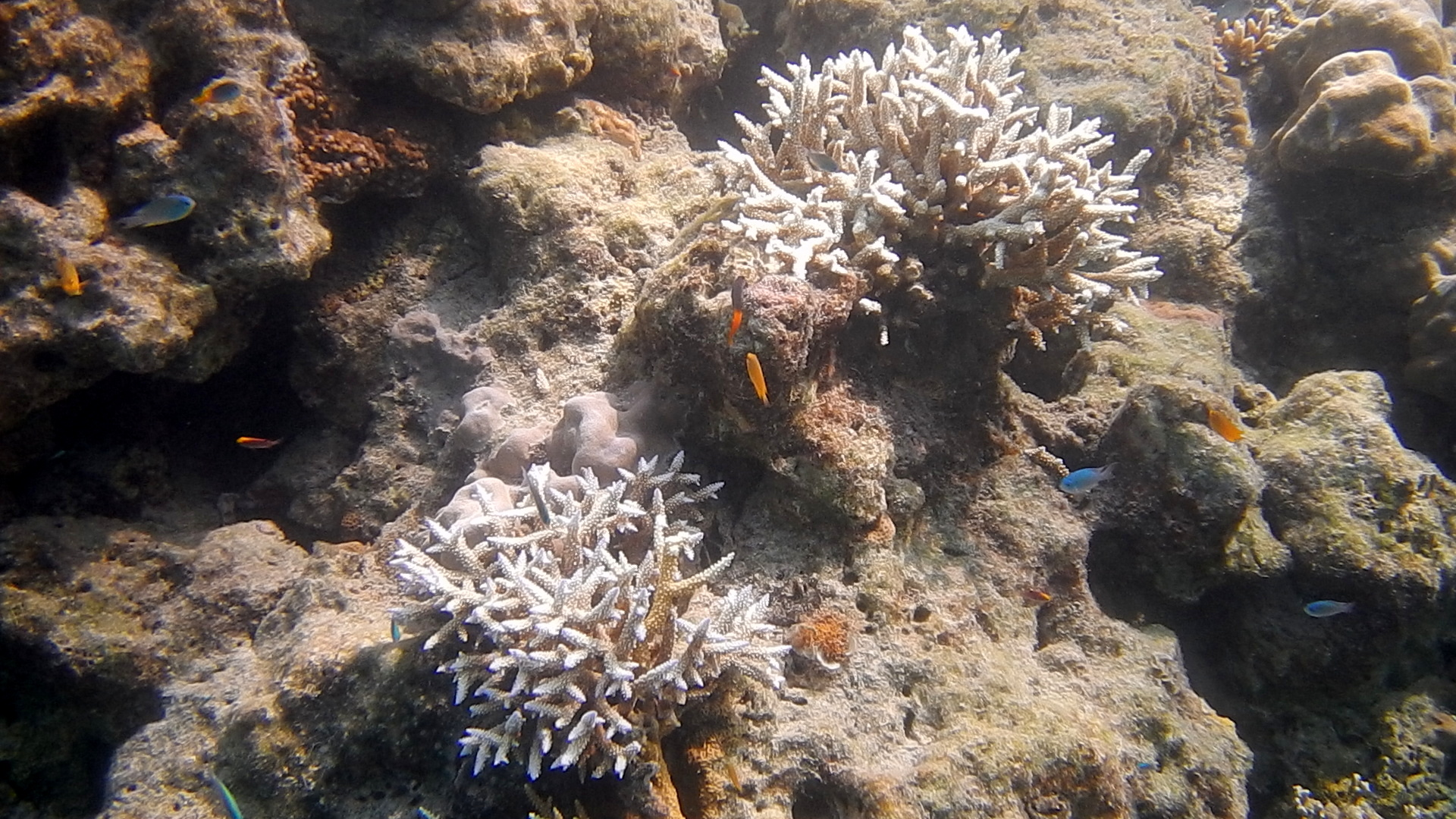
Coral reef Elephant Beach
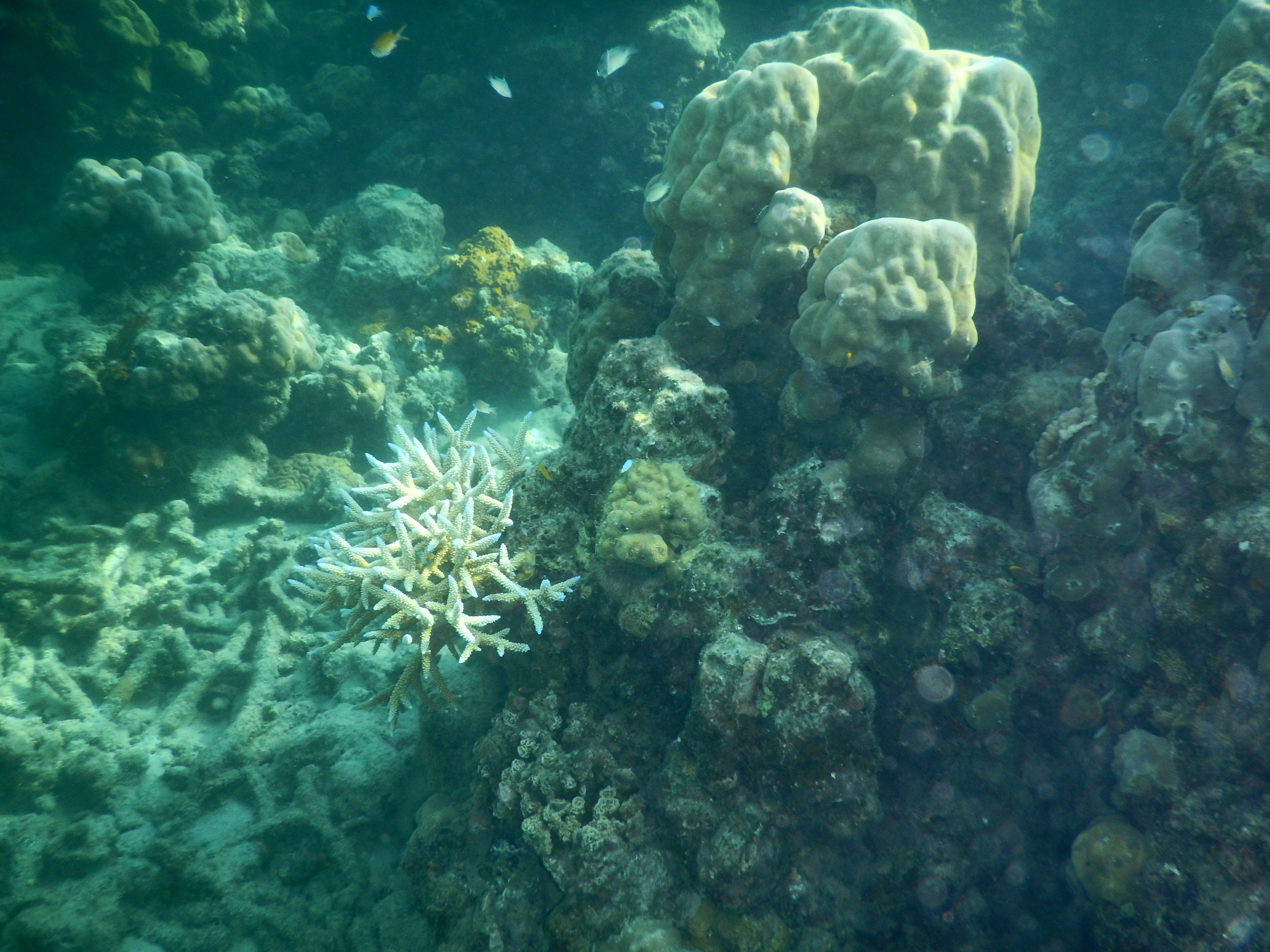
Coral reef Elephant Beach
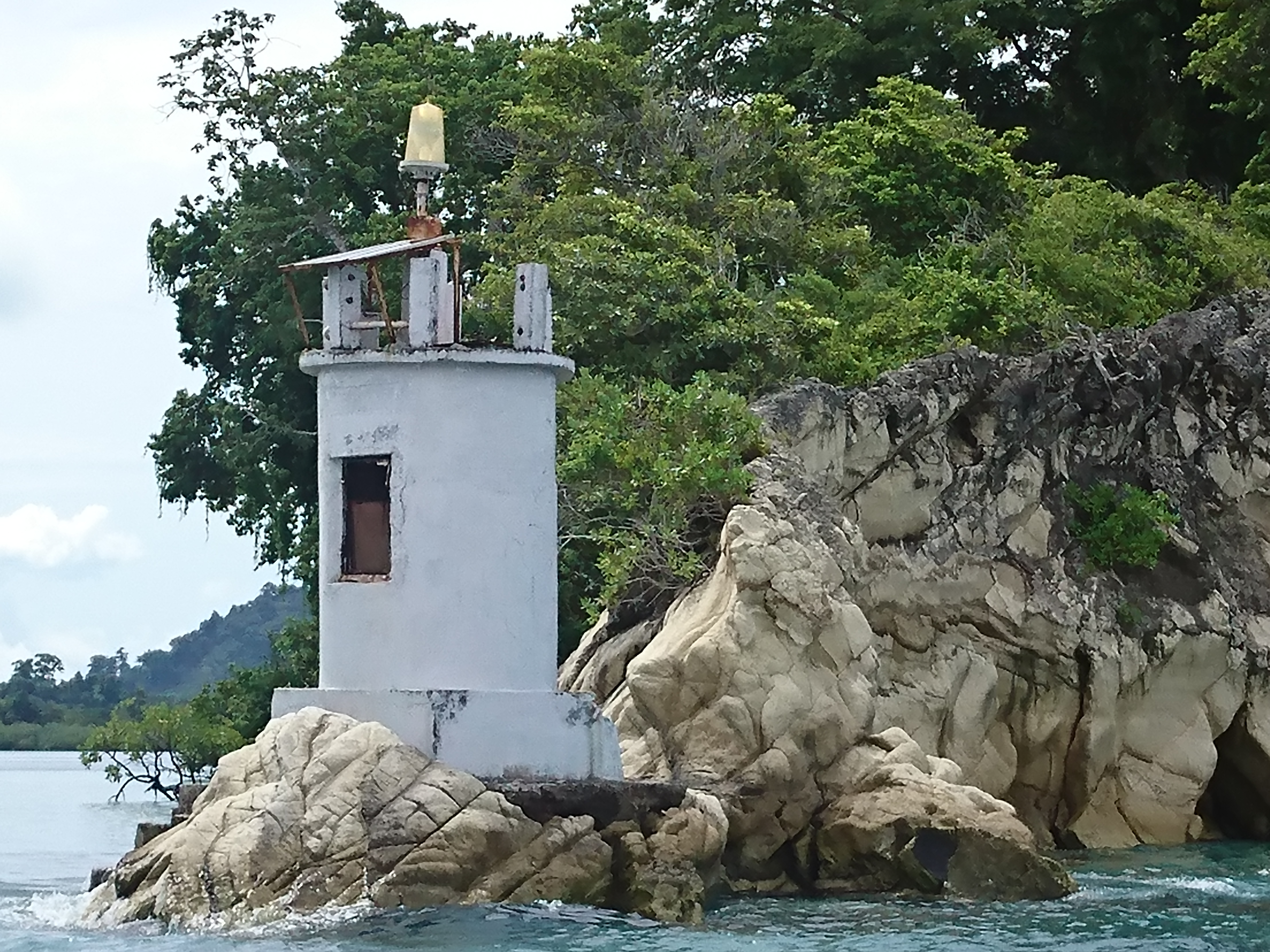
Havelock Light House